# الاعتراف القانوني بالعلاقات المثلية في كوريا الجنوبية
لا يتم الاعتراف حاليا بزواج المثليين أو الاتحادات المدنية في كوريا الجنوبية

## التشريعات

القوانين المتعلقة بالمثلية الجنسية في آسيا
المثلية الجنسية قانونية
زواج المثليين
توفر شكل آخر من أشكال الاعتراف القانوني
مساكنة غير مسجلة
الاعتراف بزواج المثليين المنعقد في الخارج فقط، دون الاعتراف بعقده في الداخل
لا اعتراف
قيود على حرية التعبير
المثلية الجنسية غير قانونية
قانون لايتم تطبيقه، أو قانون غير واضح
عقوبة سجنية
السجن المؤبد
عقوبة الإعدام

في أكتوبر 2014، قدم بعض أعضاء الحزب الديمقراطي إلى الجمعية الوطنية مشروع قانون لتشريع الشراكات المثلية.
في أكتوبر 2014، اقترح بعض أعضاء حزب مينجو الكوري (الحزب الديمقراطي الكوري) مشروع قانون لتشريع شراكات الحياة المثلية. كانت شراكات الحياة مفتوحة للأزواج من الجنس الآخر ومثلي الجنس. كان الأزواج أيضًا قادرين على الحصول على إعانات ضريبية سبق منحها للزوجين وكذلك الحماية من العنف المنزلي، بالإضافة إلى مزايا أخرى. ومع ذلك، لم يطرح مشروع القانون للتصويت.
في يناير 2018، أعرب نشطاء المثليين عن أملهم في أن يتضمن مشروع الدستور، الذي كان يجب أن يكون جاهزًا بحلول يونيو 2018، تقنين زواج المثليين. تتطلب تعديلات دستور كوريا الجنوبية أغلبية الثلثين في البرلمان. ولكن فشلت المحادثات حول الدستور الجديد.

## التحديات القانونية
في 30 يوليو 2004، قدمت لجنة شكوى رسمية ضد قرار محكمة إنتشون المحلية برفض الاعتراف بزواج المثليين. تم تقديم الشكوى على أساس أن القرار غير دستوري لأنه لا الدستور ولا القانون المدني يعرّف الزواج بأنه بين رجل وامرأة (الشرط الوحيد المذكور هو سن الرشد) وأن الدستور يحظر صراحة التمييز «فيما يتعلق بالجميع الجوانب السياسية أو الاقتصادية أو الاجتماعية أو الثقافية لحياة الفرد». كما زعمت اللجنة أن رفض الاعتراف بزواج المثليين يمثل تمييزًا قائمًا على التوجه الجنسي ورفضًا لتوفير حماية متساوية بموجب القانون. تم رفض الشكوى.

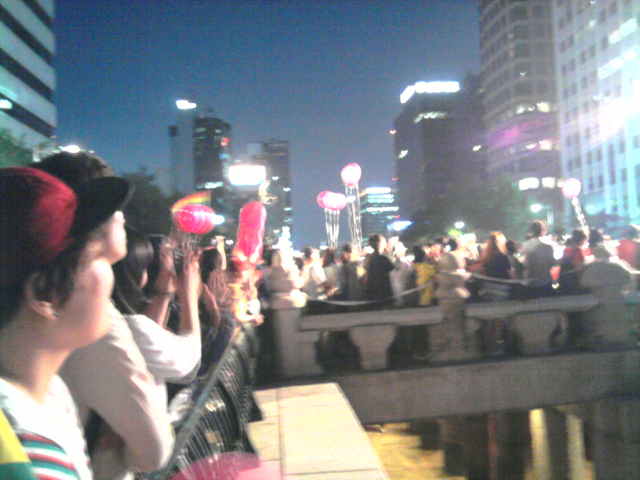
أقام المخرج السينمائي المثلي كيم-جهو غوانغسو، حفل زفاف مثلي عام في 7 سبتمبر 2013.

في يوليو 2015، أقام الممثل كيم-جهو غوانغسو وشريكه كيم سونغ-هوان دعوى قضائية للحصول على وضع قانوني لزواجهما بعد أن رفضت السلطات المحلية في سول ورقة تسجيل زواجهم. أقام الزوجان حفل زفاف في سبتمبر 2013. في 25 مايو 2016، قضت محكمة مقطعة سول الغربية ضد الزوجين وادعت أنه بدون تشريع واضح، لا يمكن الاعتراف باتحاد المثليين كزواج. سارع الزوجان إلى تقديم استئناف ضد قرار محكمة المقاطعة. أعلن محاميهم، ريو مين هي، أن اثنين من الأزواج المثليين رفعوا دعاوى قضائية منفصلة من أجل السماح لهم بالزواج. في 5 ديسمبر 2016، أيدت محكمة استئناف في كوريا الجنوبية قرار محكمة المقاطعة، ووجدت أنه لا توجد به عيوب قانونية. وأعلن الزوجان فيما بعد أنهما سوف يرفعان قضيتهما إلى المحكمة العليا.
في فبراير 2019، رفضت اللجنة الوطنية لحقوق الإنسان في كوريا التماسا مقدما من زوجين مثليين بريطاني-كوري جنوبي تزوجا في المملكة المتحدة وطلبا الاعتراف بزواجهما في كوريا الجنوبية. جادلت اللجنة بضرورة تناول تفسير قضائي للزواج، وأنه «يجب التوصل إلى إجماع شعبي اجتماعي» قبل السماح بزواج المثليين.

## الآراء السياسية

### الدعم
كان حزب العمل الديمقراطي، الذي تم تأسيسه في يناير 2000، حزبًا سياسيًا رئيسيًا في كوريا الجنوبية وكان له لجنة سياسية معروفة باسم «لجنة الأقليات الجنسية» التي دعت إلى الاعتراف والتمثيل السياسي للاقليات الجنسية. تضمنت أجندتهم المعلنة حملة ضد رهاب المثلية ومحاربة التمييز على أساس التوجه الجنسي، والحقوق المتساوية للأقليات الجنسية (حسب تعبيرهم، «الحرية الكاملة، والمساواة، وحق السعي وراء السعادة للمثليين»)، وكذلك تقنين زواج المثليين. في حملته الانتخابية للانتخابات البرلمانية لعام 2004، وعد حزب العمل الديمقراطي بإلغاء جميع أشكال عدم المساواة ضد الأقليات الجنسية وفاز بعشرة مقاعد قياسية في الجمعية الوطنية. اندمج الحزب فيما بعد مع الحزب التقدمي الموحد في عام 2011، والذي تم حظره في عام 2014 بتهمة التخطيط لتمرد موالٍ لكوريا الشمالية.
عبر كل من حزب العدالة وحزب الخضر الكوري أيضا عن دعمهم لحقوق المثليين والحماية القانونية من التمييز والاعتراف القانوني بالعلاقات المثلية. وقد أعرب بعض أعضاء الحزب الديمقراطي الكوري عن تأييدهم لذلك أيضًا.
خلال الانتخابات الرئاسية لعام 2017، عبرت واحدة فقط من بين 14 مرشحًا للرئاسة في عام 2017، وهي سيم سانغ-جونغ عن حزب العدالة، عن دعمها الواضح لحقوق المثليين.
في مقابلة أجريت في سبتمبر 2014 ونشرت لاحقًا في أكتوبر، أعلن رئيس بلدية سول بارك وون-سو دعمه لزواج المثليين، وقال إنه يأمل أن تصبح كوريا الجنوبية أول دولة آسيوية تقنن زواج المثليين. بعد بضعة أيام، أعلنت حكومة المدينة أن كلماته قد أسيء تفسيرها وأن كلمات بارك كانت «ربما تكون كوريا الجنوبية أول دولة في آسيا تقنن زواج المثليين». جاء ذلك بعد رد الفعل العنيف وكذلك العداء الشديد من الجماعات المسيحية المحافظة.

### المعارضة
يعارض حزب كوريا الحرية حقوق المثليين، وزواج المثليين.
في 19 ديسمبر 2007، فاز إي ميونغ باك عن الحزب الوطني الكبير المحافظ في الانتخابات الرئاسية. في مقابلة مع صحيفة عام 2007، صرح الرئيس المنتخب بأن المثلية الجنسية «غير طبيعية»، وأنه يعارض الاعتراف القانوني بزواج المثليين.
يعارض الرئيس الحالي مون جاي إن عن الحزب الديمقراطي في كوريا زواج المثليين.

## الرأي العام
في أبريل 2013، وجد استطلاع للرأي أجرته مؤسسة غالوب بتكليف من مجموعة مسيحية محافظة، أن 25% من الكوريين الجنوبيين يؤيدون زواج المثليين، بينما عارضه 67% و 8% لم يعرفوا أو رفضوا الإجابة. ومع ذلك، وجد استطلاع أجرته مؤسسة إبسوس في مايو 2013 أن 26% من المجيبين كانوا يفضلون زواج المثليين وأن 31% أيدوا أشكالًا أخرى من الاعتراف القانوني بالعلاقات المثلية.
سأل موقع ويب لإيجاد الشركاء 616 شخصًا بين 25 يوليو و 1 أغسطس 2015 عن آرائهم حول زواج المثليين. اتفق حوالي 70% من المجيبات الإناث على أن زواج المثليين مقبول، في حين أن 50.2% من المجيبين الرجال عارضوا تقنين زواج المثليين. قال غالبية المشاركين الذين أيدوا زواج المثليين إنهم فعلوا ذلك لأن الزواج كان اختيارًا شخصيًا (67.5%)، وقال 13.6% إن التوجهات الجنسية تحددها الطبيعة، وقال 12% إنها ستساعد في إنهاء التمييز.
وجد استطلاع أجرته مؤسسة غالوب كوريا عام 2017 أن 58% من الكوريين يعارضون زواج المثليين، بينما أيده 34% ولم يقرر 8%. أفاد استطلاع للرأي أجرته مؤسسة غالوب في ديسمبر 2017 لصالح مؤسسة منهوا للإذاعة ورئيس الجمعية الوطنية أن 41% من الكوريين الجنوبيين يعتقدون أنه ينبغي السماح بزواج المثليين، وكان 52% ضده.
نما الدعم الشعبي لزواج المثليين بسرعة. في عام 2010، أيد 30.5% و 20.7% من الكوريين الجنوبيين في العشرينات والثلاثينات من العمر، على التوالي، تقنين زواج المثليين. في عام 2014، تضاعفت هذه الأرقام تقريبًا إلى 60.2% و 40.4%. مع ذلك، ظل الدعم بين الأشخاص الذين تزيد أعمارهم عن 60 عامًا بدون تغيير نسبيًا (14.4% إلى 14.5%).